# Guerbigny
Guerbigny település Franciaországban, Somme megyében. Lakosainak száma 275 fő (2022. január 1.). Guerbigny Andechy, Becquigny, Erches, Lignières, Marquivillers és Warsy községekkel határos.

## Népesség
A település népességének változása:
| Lakosok száma | 279  | 292  | 312  | 293  | 285  | 278  | 275  | 270  | 275  |
|               | 2013 | 2015 | 2016 | 2017 | 2018 | 2019 | 2020 | 2021 | 2022 |